# Zacualpan (municipalité, Veracruz)
La municipalité de Zacualpan est l'une des 212 municipalités de l'État de Veracruz, et est située dans la partie nord de cet État. Située à l'ouest du golfe du Mexique, elle fait partie du bassin versant du fleuve Río Tuxpan, et se trouve sur les contreforts de la Sierra de Chicontepec, prolongement oriental du massif montagneux de la Sierra Madre orientale. Elle est limitrophe au sud-ouest et au sud-est de l'État d'Hidalgo. Son chef-lieu est la ville éponyme de Zacualpan. Elle dépend de la région Huasteca Baja, du nom du peuple des Huaxtèques qui y est établi, et est une des 10 subdivisions administratives de l'État de Veracruz.

## Géographie
La municipalité de Zacualpan prend appui à l'est sur la rivière Vinazco, qui l'un deux principaux tributaires du fleuve Río Tuxpan. Assise pour partie sur les contreforts orientaux du massif montagneux de la Sierra Madre orientale, en un secteur nommé Sierra de Chicontepec, son altitude oscille entre 400 et 2700 mètres. Son chef-lieu, la localité éponyme de Zacualpan, se trouve dans la partie sud de son territoire. Ce territoire couvre une superficie de 263 km2, et était peuplé en 2020 de 6788 habitants, pour une densité de 25,8 habitants par km2.
Cette municipalité est limitrophe au nord de celle de Texcatepec, à l'ouest de celle de Huayacocotla, au sud-est, dans l'État d'Hidalgo, de celles d'Agua Blanca de Iturbide et de San Bartolo Tutotepec, et à l'est, à nouveau dans l'État de Veracruz, de celle de Tlachichilco.

## Composition et démographie
La municipalité était composée en 2020 de 60 localités, dont aucune n'était considérée comme urbaine, toutes étant rurales.
| Localité                     | Population |
| ---------------------------- | ---------- |
| Zacualpan                    | 757        |
| General Prim (San Francisco) | 441        |
| Canalejas de Otates          | 350        |
| Atixtaca                     | 321        |
| Tlachichilquillo             | 265        |
| Reste des localités          | 4654       |
| Total population             | 6788       |

En plus de l'espagnol, plusieurs langues amérindiennes sont parlées dans la municipalité, dont les principales sont par ordre d'importance : l'otomí, le nahuatl, le totonaque, et le mazatèque, les autres langues étant plus marginales.

## Histoire
La municipalité de Zacualpan est créée par décret en 1875.

## Économie

### Agriculture et élevage
La superficie des parcelles semées représentait en 2021 une surface totale de 1743 hectares, parmi lesquels 1182 hectares étaient voués à la culture du maïs, 210 hectares étaient voués à la culture du caféier, et 96 hectares étaient voués à celle du haricot.
En 2021, la production de viande par tonnes comprenait 552,9 tonnes de viande bovine, 159,8 tonnes de viande porcine, 26 tonnes de viande ovine, 3,1 tonnes de viande caprine, 21,1 tonnes de volailles, et 5,2 tonnes de dinde. La superficie vouée à l'élevage représentait alors 9933 hectares.